# Schinbuhr

Schinbuhr

Schinbuhr odmienny

Schinbuhr (Schimburen, Schinbur, Schinburen, Schönebuhr) – kaszubski herb szlachecki.

## Opis herbu
Herb znany przynajmniej w dwóch wariantach. Opisy z wykorzystaniem zasad blazonowania, zaproponowanych przez Alfreda Znamierowskiego:
Schinbuhr (Schimburen, Schinbur, Schinburen, Schönebuhr): W polu srebrnym niedźwiedź kroczący, czarny. Klejnot: Nad hełmem bez korony dwie róże czerwone w pas, nad którymi gwiazda ośmioramienna, złota. Labry: czarne, podbite srebrem.
Schinbuhr odmienny (Schinburen): Pole błękitne, róże na łodyżkach, każda z dwoma listkami na stronę, lewa róża biała, labry o wierzchu błękitnym.

## Najwcześniejsze wzmianki
Herb wzmiankują herbarze Bagmihla (Pommersches Wappenbuch), Ledebura (Adelslexikon der preussichen Monarchie von...), Bagmihla (Pommersches Wappenbuch) oraz Nowy Siebmacher.

## Rodzina Schinbuhr
Niemal zupełnie pomijana w źródłach drobna rodzina szlachecka z ziemi lęborskiej. Wzmiankowani po raz pierwszy w 1575 (przysięga lenna), następnie w 1602 (David i Simon Schinburen w Starbieninie), 1609, 1628 (Abraham i Hans Schönbuhr), 1671 (lista wasali na Kaszubach). W roku 1658 rodziny już nie było w Starbieninie, przyjmuje się, że wygaśli w XVII wieku.

## Herbowni
Schinbuhr (Schimbauren, Schimber, Schimbure, Schimburen, Schinbauren, Schinbur, Schinbure, Schinburen, Schinburn, Schönbuhr, Schönebuhr).